# Aspidiphorus orbiculatus
Aspidiphorus orbiculatus es una especie de coleóptero de la familia Sphindidae.

## Distribución geográfica
Habita en Europa, Argelia y Siberia.